# Doxocopa occidentalis
Doxocopa occidentalis är en fjärilsart som beskrevs av Frederick DuCane Godman och Osbert Salvin 1884. Doxocopa occidentalis ingår i släktet Doxocopa och familjen praktfjärilar. Inga underarter finns listade i Catalogue of Life.